# Petite rivière Swaggin
Pour les articles homonymes, voir Swaggin.
La Petite rivière Swaggin est un affluent de la rivière Swaggin, coulant sur la rive nord du fleuve Saint-Laurent, dans le Parc national du Mont-Tremblant et dans la municipalité de Saint-Côme, dans la municipalité régionale de comté (MRC) de Matawinie, dans la région administrative de Lanaudière, au Québec, au Canada.
Le cours de cette rivière coule généralement vers le sud-est en traversant le lac Gérard, les lacs des Baies, lac Double, lac Bouleau, lac Bruneau, lac Long et lac Baie Marc, dans une vallée forestière entourée de montagnes.
La partie supérieure du petite rivière Swaggin est plutôt inaccessible, faute de routes carrossables ; la partie intermédiaire est desservie par le chemin du Lac-Bruneau.

## Géographie
Le petite rivière Swaggin prend sa source à l'embouchure du lac des Vauvert (longueur : 0,7 km ; altitude : 488 m). Ce lac est situé en zone forestière et montagneuse, dans le Parc national du Mont-Tremblant.
L’embouchure de ce lac de tête est situé à 13,1 km au nord du centre du village de Saint-Côme, à 20,0 km à l'est du centre du village de Saint-Donat et à 7,0 km à l'ouest de la confluence du petite rivière Swaggin.
Le petite rivière Swaggin coule sur 12,6 km, selon les segments suivants :
- 0,6 km vers le sud-ouest dans le Parc national du Mont-Tremblant, jusqu’à la rive est du lac Gérard ;
- 0,4 km vers le nord-ouest en traversant le lac Gérard (longueur : 0,6 km ; altitude : 454 m), jusqu’à son embouchure ;
- 1,8 km vers le sud-est, en traversant les deux lacs des Baies (altitude : 424 m), jusqu’à l’embouchure ;
- 2,2 km vers le sud-est, jusqu’à la rive ouest du lac Double ;
- 1,9 km vers le sud-est, en traversant sur 1,2 km le lac Bouleau (longueur : 0,9 km ; altitude : 389 m), jusqu’à l’embouchure ;
- 0,9 km vers le sud-est, en traversant le lac Bruneau (longueur : 1,0 km ; altitude : 375 m), jusqu’au pont du chemin du Lac-Bruneau ;
- 2,7 km vers le sud-est, en traversant le lac Long sur sa pleine longueur dont 0,6 km en fin de segment dans Saint-Côme ;
- 0,5 km vers l’est, jusqu’à la limite du Parc national du Mont-Tremblant, jusqu’à la limite de parc national du Mont-Tremblant ;
- 1,6 km vers le sud-est, jusqu’à la confluence de la rivière[2].

Le petite rivière Swaggin se déverse sur la rive nord de la rivière Swaggin dans Saint-Guillaume-Nord, à la limite sud du parc national du Mont-Tremblant. La confluence du Petite rivière Swaggin est située à :
- 7,6 km au nord-ouest du centre du village de Saint-Côme ;
- 15,8 km à l'ouest du centre du village de Sainte-Émélie-de-l'Énergie ;

- 1,2 km à l'ouest de la confluence de la rivière Swaggin ;

À partir de la confluence du Petite rivière Swaggin, la rivière Swaggin coule vers l'est jusqu’à la rive est de la Rivière L'Assomption laquelle descend généralement vers le sud-est ; puis serpente vers le sud-ouest, jusqu'à la rive nord du fleuve Saint-Laurent.

## Toponymie
Le toponyme Petite rivière Swaggin a été officialisé le 6 mars 1975 à la Commission de toponymie du Québec.